# 誰偷走蒙娜麗莎
《誰偸走蒙娜麗莎》（西班牙語：La banda Picasso）是一部由費南多·科洛莫執導的2012年西班牙電影。該片獲第27屆哥雅獎提名最佳服裝設計獎和最佳原創音樂獎。

## 簡介
電影靈感來自1911年發生在羅浮宮的名畫蒙娜麗莎盜竊案，當時畢卡索因被懷疑參與盜竊蒙娜麗莎的國外犯罪團伙而遭法國憲兵逮捕。

## 主要角色
- 伊格納西奧·馬迪奧斯 飾 巴勃羅·畢卡索
- 皮爾·貝瑞茲 飾 紀堯姆·阿波利奈爾
- 約爾第·畢且斯（西班牙语：Jordi Vilches） 飾 馬諾洛·脩葛（英语：Manolo (sculptor)）
- 里安·艾貝蘭斯基（西班牙语：Lionel Abelanski） 飾 馬克斯·雅各布
- 娜菲兒·雅歌 飾 費爾蘭迪·奧莉維亞（英语：Fernande Olivier）
- 露易絲·莫諾特（英语：Louise Monot） 飾 瑪麗·羅蘭珊
- 阿萊克西斯·米查歷克 飾 葛利·畢耶雷男爵
- 斯坦利·韋伯（英语：Stanley Weber） 飾 喬治·布拉克
- 湯瑪士·耀雷（英语：Thomas Jouannet） 飾 亨利-皮埃爾·羅謝
- 克莉絲汀娜·朶瑪 飾 葛楚·史坦
- 大衛·柯本（英语：David Coburn (actor)） 飾 雷歐·史坦（英语：Leo Stein）
- 伊絲特·朶帕 飾 愛麗絲·B·托克勒斯（英语：Alice B. Toklas）

## 外部連結
- Twitter （页面存档备份，存于） （西班牙文）
- Facebook （页面存档备份，存于） （西班牙文）
- 互联网电影数据库（IMDb）上《誰偸走蒙娜麗莎》的资料（英文）
- AllMovie上《誰偸走蒙娜麗莎》的资料（英文）
- 爛番茄上《誰偸走蒙娜麗莎》的資料（英文）
- Yahoo!奇摩電影上《誰偸走蒙娜麗莎》的頁面 （繁體中文）
- 開眼電影網上《誰偸走蒙娜麗莎 （页面存档备份，存于）》的資料 （繁體中文）